# Медаль «За відзнаку в охороні громадського порядку»
Медаль «За відзнаку в охороні громадського порядку» (рос. медаль «За отличие в охране общественного порядка») — державна нагорода Російської Федерації.

## Історія нагороди
- 2 березня 1994 року указом Президента Російської Федерації Б. Н. Єльцина «Про державні нагороди Російської Федерації»[1] був заснований ряд державних нагород — орденів, медалей та відзнак, серед яких медаль «За відзнаку в охороні громадського порядку».
- Указом Президента Російської Федерації від 7 вересня 2010 року № 1099 «Про заходи щодо вдосконалення державної нагородної системи Російської Федерації»[2] затверджені нині діючі положення та опис медалі.
- Указом Президента Російської Федерації від 16 грудня 2011 року № 1631 «Про внесення змін до деяких актів Президента Російської Федерації»[3] до статуту та опису медалі були внесені зміни, якими додатково запроваджується мініатюрна копія медалі; уточнений порядок носіння (після медалі «Захиснику вільної Росії»).

## Положення про медаль
Медаллю «За відзнаку в охороні громадського порядку» нагороджуються співробітники органів внутрішніх справ Російської Федерації, військовослужбовці внутрішніх військ Міністерства внутрішніх справ Російської Федерації, інші військовослужбовці за сміливість і відвагу, проявлені при охороні громадського порядку і в боротьбі з правопорушеннями, за високі показники у службовій діяльності та інші заслуги в період проходження служби, а також інші громадяни за сприяння органам внутрішніх справ Російської Федерації в їх роботі по охороні громадського порядку.

### Порядок носіння
- Медаль «За відзнаку в охороні громадського порядку» носиться на лівій стороні грудей і за наявності інших медалей Російської Федерації розташовується після медалі «Захиснику вільної Росії».
- Для особливих випадків і можливого повсякденного носіння передбачене носіння мініатюрної копії медалі «За відзнаку в охороні громадського порядку», яка розташовується після мініатюрної копії медалі «Захиснику вільної Росії».
- При носінні на форменому одязі стрічки медалі «За відзнаку в охороні громадського порядку» на планці вона розташовується після стрічки медалі «Захиснику вільної Росії».

## Опис медалі
- Медаль «За відзнаку в охороні громадського порядку» зі срібла. Вона має форму кола діаметром 32 мм з опуклим бортиком з обох сторін.
- На лицьовій стороні медалі, в центральній частині, — напис у п'ять рядків: «ЗА ОТЛИЧИЕ В ОХРАНЕ ОБЩЕСТВЕННОГО ПОРЯДКА». Напис оточений вінком з лаврових і дубових гілок, оповитих стрічкою. У нижній частині вінка — зображення щита. Всі зображення на лицьовій стороні рельєфні.
- На зворотному боці — номер медалі.
- Медаль за допомогою вушка і кільця з'єднується з п'ятикутною колодкою, обтягнутою шовковою, муаровою стрічкою синього кольору з двома вузькими червоними смужками посередині та широкими червоними смужками по краях стрічки. Ширина стрічки — 24 мм, ширина вузьких смужок — 1 мм, ширина широких смужок — 5 мм.

### Планка та мініатюрна копія медалі
- При носінні на форменому одязі стрічки медалі «За відзнаку в охороні громадського порядку» використовується планка висотою 8 мм, ширина стрічки — 24 мм.
- Мініатюрна копія медалі «За відзнаку в охороні громадського порядку» носиться на колодці. Діаметр мініатюрної копії медалі — 16 мм.